# Caldy Hill
Caldy Hill (la colline de Caldy) est un petit relief boisé et couvert de bruyère, près du village éponyme de Caldy, sur un affleurement de grès de la péninsule de Wirral. Le terrain a été acheté par le conseil de district de Hoylake entre 1897 et 1974.
L'ensemble de la zone, qui comprend les Stapledon Woods, couvre 250 acres (1.0 km2) dont 13 (5.3 ha) appartiennent au National Trust. En haut de la colline, d'une altitude d'environ 80 mètres, se trouve une lunette d'observation. De là, la vue s'étend sur l'estuaire de la Dee jusqu'à l'île de Hilbre et à la mer d'Irlande. Plus loin, on peut apercevoir Snowdonia à l'ouest et Blackpool et les Pennines à l'est. Plus rarement la vue peut porter jusqu'au Lake District au nord, et exceptionnellement jusqu'à l'île de Man au nord-ouest.
Le phare du Mariners' Beacon se trouve à proximité, sur le site d'un ancien moulin à vent. Ayant fait défaut aux marins après sa destruction par un coup de vent en 1839, les administrateurs des docks de Liverpool l'ont reconstruit en 1841.
Le collège de Calday Grange Grammar Scool se situe également sur Caldy Hill.